# Paa minica
Nanorana minica là một loài ếch trong họ Ranidae.
Nó được tìm thấy ở Ấn Độ, Nepal, và có thể cả Trung Quốc.
Các môi trường sống tự nhiên của chúng là các khu rừng vùng núi ẩm nhiệt đới hoặc cận nhiệt đới, vùng cây bụi nhiệt đới hoặc cận nhiệt đới vùng đất cao, và sông. Loài này đang bị đe dọa do mất môi trường sống.